# Pleospora straminis
Pleospora straminis är en svampart som beskrevs av Sacc. & Speg. 1878. Pleospora straminis ingår i släktet Pleospora och familjen Pleosporaceae.   Inga underarter finns listade i Catalogue of Life.